# Ходсон, Ханна
Ханна Ходсон (англ. Hannah Hodson; род. 10 сентября 1991, Сан-Франциско, Калифорния) — американская актриса.

## Биография
Ханна Роуз Ходсон родилась 10 сентября 1991 года в Сан-Франциско. В 2 года вместе с семьёй переехала в Бруклин.
В 2009 году окончила школу Бикон. В 2013 году окончила Хэмпширский колледж, где изучала театральное искусство.
Дебютировала на телевидении в 2005 году. Получила известность благодаря фильмам «Невидимые дети» и «История Рона Кларка». С 2009 по 2011 год снималась в телесериале «Сестра Готорн».

## Фильмография
| Год       |     | Русское название              | Оригинальное название         | Роль                |
| --------- | --- | ----------------------------- | ----------------------------- | ------------------- |
| 2005      | ф   | Невидимые дети                | All the Invisible Children    | Бланка              |
| 2006      | тф  | История Рона Кларка           | The Ron Clark Story           | Шэмейка Уоллес      |
| 2009      | ф   | Самый лучший                  | The Greatest                  | Эми                 |
| 2009—2011 | с   | Сестра Готорн                 | Hawthorne                     | Камилла Готорн      |
| 2010      | с   | Голубая кровь                 | Blue Bloods                   | Иоланда             |
| 2010      | ф   | Забери мою душу               | My Soul to Take               | девушка №1          |
| 2011      | с   | Эдем                          | Eden                          | Эшли Мартин         |
| 2011      | ф   | Семейное дерево               | The Family Tree               | Эшли                |
| 2012      | с   | Верните мне штаны             | I Just Want My Pants Back     | Сара                |
| 2014      | с   | Последователи                 | The Following                 | девушка             |
| 2015      | с   | Истерично историчная Хиллари  | Hysterical Historical Hillary | молодая Хиллари     |
| 2015      | с   | Типа счастье                  | Happyish                      | Лорна               |
| 2015      | ф   | Код кампуса                   | Campus Code                   | Бекка               |
| 2016      | тф  | Хиллари                       | Hillary                       | Хиллари в молодости |
| 2017—2019 | с   | Хэппи                         | Happy!                        | проститутка         |
| 2018      | кор |                               | Girl Talk                     | Миа                 |
| 2019      | с   | Зло                           | Evil                          | Наоми Кларк         |
| 2021      | с   | Морская полиция: Новый Орлеан | NCIS: New Orleans             | Элли Бриггс         |
| 2023      | с   | Миллиарды                     | Billions                      | Аманда Торре        |

## Награды и номинации
- 2007 — премия «Молодой актёр» в категории «Лучшая молодая актриса в телефильме, мини-сериале или специальной программе — комедия или драма» («История Рона Кларка»)[4].
- 2011 — номинация на премию «Молодой актёр» в категории «Лучшая молодая актриса второго плана в телесериале — комедия или драма» («Сестра Готорн»)[5].